# Karl Nuß
Karl-Wilhelm Nuß (* 26. August 1926 in Leipzig; † 6. Oktober 2013) war ein deutscher marxistischer Philosoph. Er war Professor für Wissenschaftlichen Kommunismus an der Karl-Marx-Universität Leipzig.

## Leben
Nuß besuchte ab 1933 die Volksschule in Leipzig-Gohlis und das Friedrich-List-Gymnasium seiner Heimatstadt. Er beantragte am 1. März 1944 die Aufnahme in die NSDAP und wurde zum 20. April desselben Jahres aufgenommen (Mitgliedsnummer 10.004.709). 1944 wurde er zunächst zum Reichsarbeitsdienst und schließlich in den Kriegsdienst in einer Marinegrenadierdivision der Wehrmacht einberufen. Am 7. Mai 1945 gelangte er in einem Wald bei Bad Wilsnack in sowjetische Kriegsgefangenschaft, aus der er 1947 nach Besuch einer Antifa-Schule zurückkehrte.
1948 wurde Nuß Ressortleiter für Schulen und Hochschulen innerhalb des FDJ-Kreisvorstandes Leipzig. Im folgenden Jahr wechselte er als Sekretär für Organisation des FDJ-Landesvorstandes in das Land Brandenburg. Bei der Landtagswahl am 15. Oktober 1950 wurde er als Funktionär der FDJ in den Landtag von Brandenburg gewählt, dem er während der 2. Wahlperiode bis zur Auflösung der Länder zum 15. Juli 1952 angehörte. Von 1950 bis 1952 fungierte er als Vorsitzender der FDJ-Landesleitung Brandenburg (Nachfolger von Oskar Fischer). In der Folge war er bis 1953 Erster Sekretär der FDJ-Bezirksleitung Potsdam.
Als externer Student studierte er von 1953 bis 1955 an der Pädagogischen Hochschule Potsdam die Geschichte der deutschen Arbeiterbewegung. Das Studium schloss er 1955 mit dem Staatsexamen für Oberstufenlehrer im Fach Geschichte ab. Parallel dazu war er als wissenschaftlicher Assistent am Institut für Wissenschaftlichen Sozialismus der Pädagogischen Hochschule Potsdam beschäftigt. Anschließend war er 1955 bis 1959 Bezirksvorsitzender der Gesellschaft für Sport und Technik in Potsdam und von 1959 bis 1978 wissenschaftlicher Mitarbeiter am Deutschen Institut für Militärgeschichte, später Militärgeschichtliches Institut der DDR, in Potsdam. In dieser Zeit war er von 1962 bis 1978 Chefredakteur der Zeitschrift für Militärgeschichte. Er promovierte 1963 an der Martin-Luther-Universität Halle zur Thematik Die Rolle der Reichswehrgeneralität bei der militärischen Aufrüstung Deutschlands in der Weimarer Republik. Seine Promotion B zum Dr. phil. sc. über Die Reichswehr. Zu ihrer Rolle und Entwicklung als militärisches Machtinstrument des deutschen Imperialismus in der Jahren der Weimarer Republik schloss er 1972 an der Friedrich-Schiller-Universität Jena ab. Nach Erlangen der Lehrbefähigung wurde er 1978 zum ordentlichen Professor für Wissenschaftlichen Kommunismus an der Karl-Marx-Universität Leipzig berufen. Die Professur behielt er bis zur Auflösung aller Institute für Marxismus-Leninismus 1990.
Nuß starb im Alter von 87 Jahren.

## Schriften
- Die Rolle der Reichswehrgeneralität in der militärischen Aufrüstung Deutschlands in der Weimarer Republik, Halle 1963.
- Die Reichswehr, Jena 1972.
- Die revolutionären Traditionen der NVA (zusammen mit Michael Kahle, Erich Triebel), Berlin 1973.
- Militär und Wiederaufrüstung in der Weimarer Republik, Berlin 1977.
- Der Deutsche Militarismus in Geschichte und Gegenwart, Berlin 1980.